# Гаврилов, Михаил Михайлович (певец)
Михаил Владимирович Гаврилов — оперный певец (баритон).

## Биография
Родился в Ленинграде. Начал заниматься музыкой с шести лет под влиянием родителей, которые приобщали его к произведениям русской и иностранной классики.
В 2004—2009 годах учился на дирижёрско-хоровом отделении Санкт-Петербургского музыкального колледжа имени Н. А. Римского-Корсакова.
В 2009 поступил на заочное вокально-хоровое отделение факультета искусств Санкт-Петербургского государственного университета культуры и искусств, откуда позже перевелся в РГПУ им. Герцена, в котором с отличием окончил Институт музыки, театра и хореографии (кафедра сольного пения) в 2014 году. В 2016 году с отличием окончил там же магистратуру, защитив диссертацию на тему «Classical crossover». В 2016 году поступил в очную аспирантуру РГПУ им. Герцена, диссертационное исследование на соискание степени кандидата педагогических наук посвящено методам формирования образов в вокальной педагогике, в 2019 году окончил аспирантуру.

## Профессиональная деятельность
В 2001—2004 годах исполнял детские сольные партии в спектаклях Мариинского театра на сцене театра и на гастролях оперной труппы, выступая, в частности, в «Метрополитан-опере» (Нью-Йорк, США) и Кеннеди-центре (Вашингтон, США) с оркестрами под управлением Валерия Гергиева, Гари Бертини и Джанандреа Нозеды. Начал завоевывать первые призовые места на международных вокальных конкурсах.
С 2012 года занимается под руководством солиста Мариинского театра Александра Морозова. Совершенствовал вокальное мастерство под руководством педагогов Оперы Монте-Карло и нью-йоркской Джульярдской школы. В 2013 году занимался у Веры Данченко-Штерн, художественного руководителя Российского общества камерных искусств в Вашингтоне. Участвовал в мастер-классах Сергея Лейферкуса, Рузанны Лисициан и других известных певцов. Выступал в концертных залах и театрах Лиссабона, Брюсселя, Каунаса, Пярну, Сочи и Санкт-Петербурга. Регулярно участвует в различных фестивалях, концертах, юбилейных мероприятиях, благотворительных акциях, выступает с сольными программами.
В 2015 году состоялся юбилейный сольный концерт «Михаил Гаврилов собирает друзей»
С 2016 года — приглашенный артист Михайловского театра.
Владеет итальянским и английским языками. В репертуаре певца — народные и советские песни, романсы, арии и дуэты из опер русских и итальянских композиторов и оперетт.
С 2015 года является Голосом движения «Бессмертный полк России», 9 мая на Невском проспекте в Санкт-Петербурге Михаил открывает шествие песней «Поклонимся великим тем годам», по информации штаба «Бессмертный полк России» аудитория певца за несколько лет приблизилась к 2 миллионам человек – эта цифра является рекордом среди музыкантов России.
с 2017 года является солистом Государственного академического русского народного ансамбля "Россия" имени Людмилы Зыкиной.
с 2018 года снимается в кино для канала "ТВ 3", "Россия 1", "ТВЦ"
с 2019 года эксперт шоу "Ну-ка, все вместе" на телеканале "Россия1" (I и II сезоны)
В декабре 2019 года состоялся дебют Михаила Гаврилова на главной сцене России - Государственном Кремлёвском Дворце, где он открыл мероприятие-церемонию вручения премий «Вера и Верность» Международного Фонда Андрея Первозванного, с Академическим ансамблем песни и пляски войск национальной гвардии РФ п/у Народного артиста РСФСР, генерала-майора внутренней службы Виктора Елисеева, исполнил песню Давида Тухманова и Михаила Ножкина «Я люблю тебя Россия».
В декабре 2019 года руководство партии КПРФ доверило Михаилу исполнить песню Александра Вертинского «Он» в концерте посвященном 75-летию Победы в Великой Отечественной войне в легендарном Колонном зале Дома Союзов в Москве.

## Достижения
- II премия Международного конкурса вокалистов им. Б. Т. Штоколова[1] (Санкт-Петербург, 2014)
- III премия Международного конкурса «Весна романса»[2] (Санкт-Петербург, 2013)
- I премия Международного конкурса «Вокальный Олимп» (Санкт-Петербург, 2013)
- I премия и диплом «За лучшее исполнение романса С. В. Рахманинова» V Открытого конкурса вокалистов имени Валерии Барсовой[3] (Сочи, 2013)
- III премия XIX Международного фестиваля-конкурса детских, юношеских, взрослых и профессиональных творческих коллективов «Парад звёзд на Неве» (Санкт-Петербург, 2012)
- II премия Открытого конкурса «Гатчинская романсиада» имени И. И. Шварца (Гатчина, 2012)
- III премия Международного конкурса камерных певцов имени Тийта Куузика (Пярну, 2012)